# 维杰·辛格
维杰·辛格（Vijay Singh，1963年2月22日—），斐济高尔夫球选手，2004年至2005年间32周排名世界第一，是斐济历史上最成功的运动员之一。
辛格出生于一个印度移民家庭，早年从事过多种体育项目，直到1984年获得亚巡赛的马来西亚公开赛冠军后方才全力从事高尔夫球。1985年，他被指控在记分卡上作弊，被亚巡赛停赛。此后他在印尼加里曼丹岛的一家小俱乐部担任教练，并在业余时间进行了大量训练。在度过了默默无闻的三年后，辛格复出球坛。1989年，他通过了欧巡赛的资格考试，赢得了意大利沃尔沃公开赛冠军，年终排名欧巡赛第二十四名，一举成名。
1993年，辛格进入美巡赛，在参加的首个比赛别克公开赛中便一举夺冠，并获得了当年的美巡赛最佳新人奖。1998年，他夺得美国高尔夫球锦标赛冠军，这是他的首个大满贯赛事冠军。2003年，他在美巡赛奖金榜上仅次于泰格·伍兹，列第二位。
2004年9月6日，在德意志银行锦标赛中抡元之后，辛格超过伍兹，成为高尔夫球世界排名第一。2005年3月他一度失去第一宝座，但是不久夺回，在保持了共32周之后，最终被伍兹重新超越。同年4月，他被选入高尔夫球名人堂。
目前，辛格定居在美国佛罗里达州。斐济政府任命他为斐济的亲善大使。辛格表示他并不希望从祖国得到任何回报，只希望斐济的印度移民和土著民可以和谐地生活在一起。